# Stefan Zubrzycki
Stefan Zubrzycki (Zawichost, 26 marzo 1927 – Breslavia, 18 dicembre 1968) è stato un matematico polacco.
Studiò di matematica all'Università di Breslavia dal 1946 al 1950. Fu allievo di Hugo Steinhaus, con cui conseguì un dottorato nel 1954. Nel 1957 divenne professore per i risultati ottenuti nel campo dei metodi probabilistici per la stima dei depositi geologici. Per la sua tesi di abilitazione sulla ricerca sui depositi geologici, ricevette il premio del Ministro dell'Istruzione e dell'Università. Nel 1965 divenne professore associato e direttore del dipartimento di applicazioni naturali, economiche e tecniche dell'Istituto matematico dell'Accademia delle scienze polacca.
Fu responsabile del dipartimento di matematica applicata presso l'Accademia delle scienze polacca negli anni 1960. Fu autore del trattato Wykłady z rachunku prawdopodobieństwa i statystyki matematycznej ("Lezioni di calcolo delle probabilità e statistica matematica").